# Ochridsko-debarské povstání

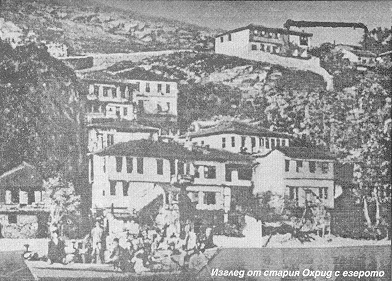
Ochrid v době před povstáním.

Ochridsko-debarské povstání (makedonsky Охридско-Дебарско востание, bulharsky Охридско-Дебърско въстание) bylo povstání, které se uskutečnilo v září 1913 v západní oblasti Vardarské Makedonie (dnes Severní Makedonie) proti nové srbské vládě. Vypuklo dva měsíce po skončení druhé balkánské války, kdy Srbsko postupně upevňovalo svoji moc nad získaným regionem. Zasáhlo oblasti měst Debar, Struga a Ochrid. Po deseti dnech bylo srbskou armádou potlačeno.
Bulharská historiografie prezentuje povstání jako "společnou akci bulharského a albánského obyvatelstva proti srbskému režimu", kterou zorganizovala Vnitřní makedonská revoluční organizace pod vedením Petara Čauleva a dalších aktivistů (Milan Matov, Pavel Christov, Anton Šibakov). Historička Katrin Boeckhová naopak uvádí, že se jednalo o "albánské povstání", jehož "skutečnými iniciátory" byli albánští vzbouřenci. Albánské jednotky na rozkaz Isy Boletiniho překročily v počtu 6000 východní hranici země do Srbska. Početně slabé jednotky VMRO měly využít příležitosti pouze k tomu, aby využily konflikt k vlastnímu cíli.
Po dvou týdnech bojů proti stotisícové pravidelné srbské armádě bylo povstání krvavě potlačeno. Podle zpráv mezinárodní komise Carnegieho nadace pro mezinárodní mír bylo mnoho vzdělanců, kteří se povstání účastnili, zatčeno nebo zastřeleno a nemálo vesnic vypáleno. Více než 25 000 Albánců uprchlo do Albánie a přes 30 000 pravoslavných do Bulharska.